# Ocnophila aculeata
Ocnophila aculeata är en insektsart som beskrevs av Brunner von Wattenwyl 1907. Ocnophila aculeata ingår i släktet Ocnophila och familjen Diapheromeridae. Inga underarter finns listade i Catalogue of Life.